# Liste der Mitglieder der Deutschen Akademie der Naturforscher Leopoldina/1978
Die Liste der Mitglieder der Deutschen Akademie der Naturforscher Leopoldina für 1978 listet alle Personen, die im Jahr 1978 zum Mitglied berufen wurden. Insgesamt gab es 22 neu gewählte Mitglieder.

## Neu gewählte Mitglieder
| Nr. 1 | Name                 | Beiname 1 | Geboren       | Aufnahme 1 | Gestorben     | Sektion                                   | Bild                 | Datenbank               |
| ----- | -------------------- | --------- | ------------- | ---------- | ------------- | ----------------------------------------- | -------------------- | ----------------------- |
|       | Jürgen Aschoff       |           | 25. Jan. 1913 |            | 12. Okt. 1998 | Physiologie und Pharmakologie/Toxikologie |                      | Jürgen Aschoff          |
|       | Hans Bethe           |           | 2. Juli 1906  |            | 6. März 2005  | Physik                                    | Hans Bethe           | Hans A. Bethe           |
|       | Leonhard Bittner     |           | 9. Sep. 1931  |            | 8. Juni 2022  | Mathematik                                |                      | Leonhard Bittner        |
|       | Herbert Braunsteiner |           | 10. März 1923 |            | 25. Juli 2006 | Innere Medizin und Dermatologie           | Herbert Braunsteiner | Herbert Braunsteiner    |
|       | Jaromír Demek        |           | 14. Aug. 1930 |            | 5. Feb. 2017  | Geowissenschaften                         |                      | Jaromír Demek           |
|       | Günther Dotzauer     |           | 1913          |            | 1990          | Gerichtliche Medizin                      |                      | Günther Dotzauer        |
|       | Erol Düren           |           |               |            |               | Chirurgie, Orthopädie und Anästhesiologie |                      | Erol Düren              |
|       | Hayaishi Osamu       |           | 8. Jan. 1920  |            | 17. Dez. 2015 | Chemie                                    |                      | Osamu Hayaishi          |
|       | Ikuo Ishiyama        |           | 27. Feb. 1931 |            |               | Pathologie und Rechtsmedizin              |                      | Ikuo Ishiyama           |
|       | William P. Longmire  |           | 1913          |            | 2003          | Chirurgie, Orthopädie und Anästhesiologie |                      | William P. Longmire Jr. |
|       | Martin Luckner       |           | 25. Juli 1935 |            | 20. Mai 2004  | Biochemie und Biophysik                   |                      | Martin Luckner          |
|       | Marco Mumenthaler    |           | 23. Juli 1925 |            | 30. Jan. 2016 | Organismische und Evolutionäre Biologie   |                      | Marco Mumenthaler       |
|       | Günter Möbus         |           | 22. Feb. 1923 |            | 8. Apr. 2009  | Geowissenschaften                         | Günter Möbus         | Günter Möbus            |
|       | Wilhelm Oelßner      |           | 1920          |            | 2018          | Radiologie                                |                      | Wilhelm Oelßner         |
|       | Walter Rollwagen     |           | 7. Juli 1909  |            | 10. Dez. 1993 | Physik                                    |                      | Walter Rollwagen        |
|       | Alois Stacher        |           | 16. Feb. 1925 |            | 20. Juli 2013 | Innere Medizin und Dermatologie           |                      | Alois Stacher           |
|       | René Thom            |           | 2. Sep. 1923  |            | 25. Okt. 2002 | Mathematik                                | René Thom            | René Thom               |
|       | Sakari Timonen       |           | 17. März 1915 |            | 14. Dez. 2016 | Gynäkologie und Pädiatrie                 |                      | Sakari Timonen          |
|       | Christian Vogel      |           | 1933          |            | 1994          | Anthropologie                             |                      | Christian Vogel         |
|       | Lewis W. Wannamaker  |           | 19. Mai 1923  |            | 24. März 1983 | Mikrobiologie und Immunologie             |                      | Lewis W. Wannamaker     |
|       | Ole Wasz-Höckert     |           | 1918          |            | 2015          | Gynäkologie und Pädiatrie                 |                      | Ole Wasz-Höckert        |
|       | Helmut Werner        |           | 22. März 1931 |            | 22. Nov. 1985 | Mathematik                                | Helmut Werner        | Helmut Werner           |